# Inntel Hotel Zaandam
Het Inntel-hotel in Zaandam (door de uitbater zelf aangeduid als Inntel Hotels Amsterdam Zaandam) is een in 2010 geopend hotel in Zaandam. Het is een opvallend gebouw doordat de buitenkant volledig bestaat uit een opeenstapeling van bijna zeventig losse Zaanse huisjes, uitgevoerd in vier kleuren Zaans groen. Het gebouw is ontworpen door Wilfried van Winden.
Het markante gebouw vervangt een eerder hotel in Zaandam van dezelfde uitbater, geopend in 1986 en gesloopt in 2010. De opening van het nieuwe hotel was op 18 maart 2010, maar al op 12 maart werden de eerste gasten ontvangen. Het hotel werd gebouwd als onderdeel van het in 2003 gestarte project Inverdan. Doel van het project was herstructurering van de Zaanse binnenstad. Ook bij andere Inverdan-gebouwen komt, net als bij Inntel Hotels, als 'gimmick' de traditionele Zaanse architectuur terug.
Naast het hotel is een kunstmatige waterval.

## Trivia
- Het hotel stond bovenaan de lijst van Top 12 apartste hotels in de wereld van nieuwszender CNN.[6]
- Op één huisje na zijn alle huisjes op de gevel groen. Het ene blauwe huisje staat voor het huisje van Monet. Hij schilderde in 1871 namelijk het schilderij La Maison Bleue, hierop is een blauw Zaans huisje te zien.
- Er ontstond een kleine rel rondom het ontwerp toen architect Van Winden werd beschuldigd van plagiaat door een andere architect, Sjoerd Soeters. Die stelde dat Van Winden het basisidee en de vormentaal van hem had overgenomen zonder hem daarvoor te noemen in de credits van zijn boek Fusion.[7][8]

## Foto's

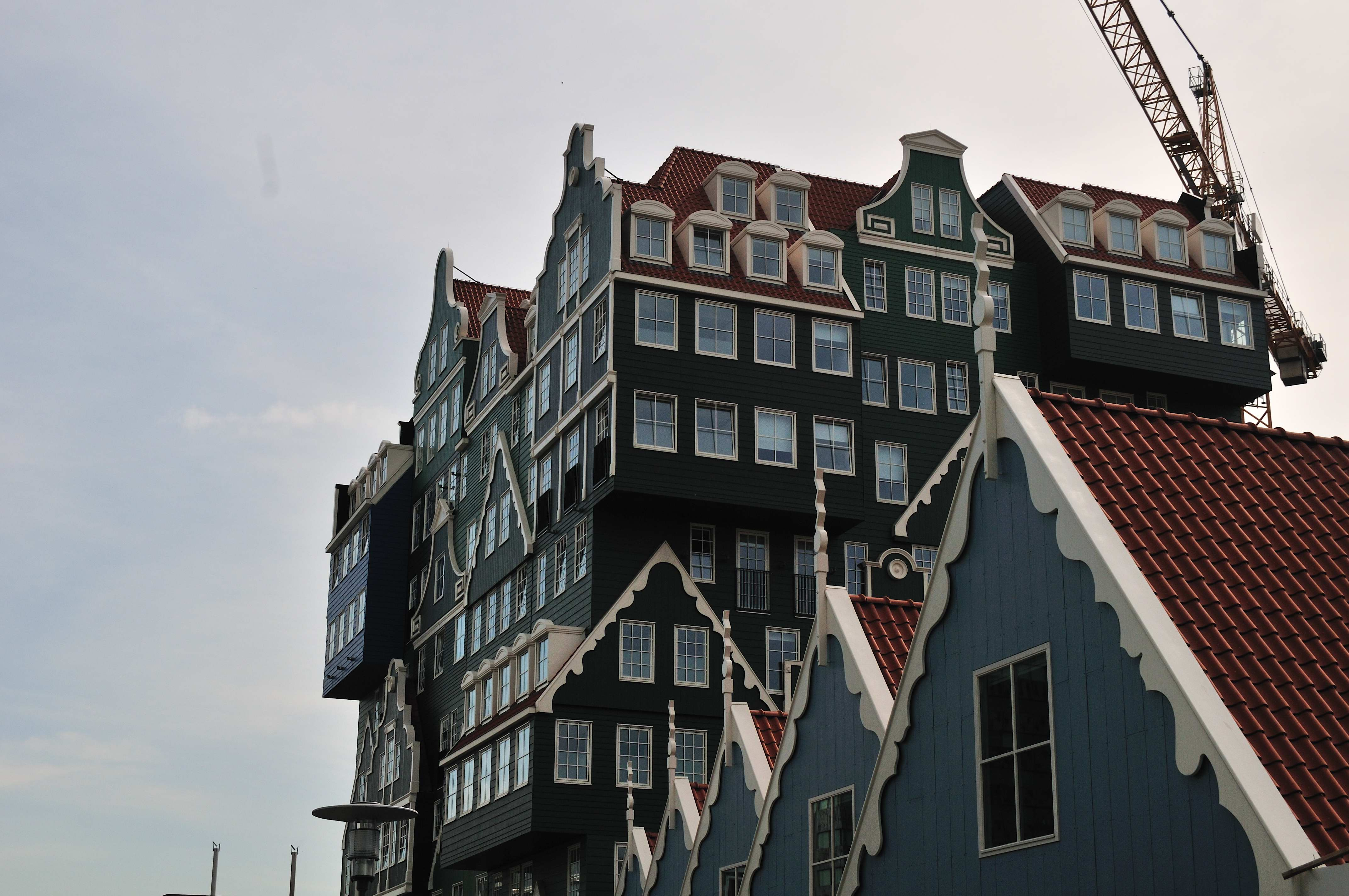
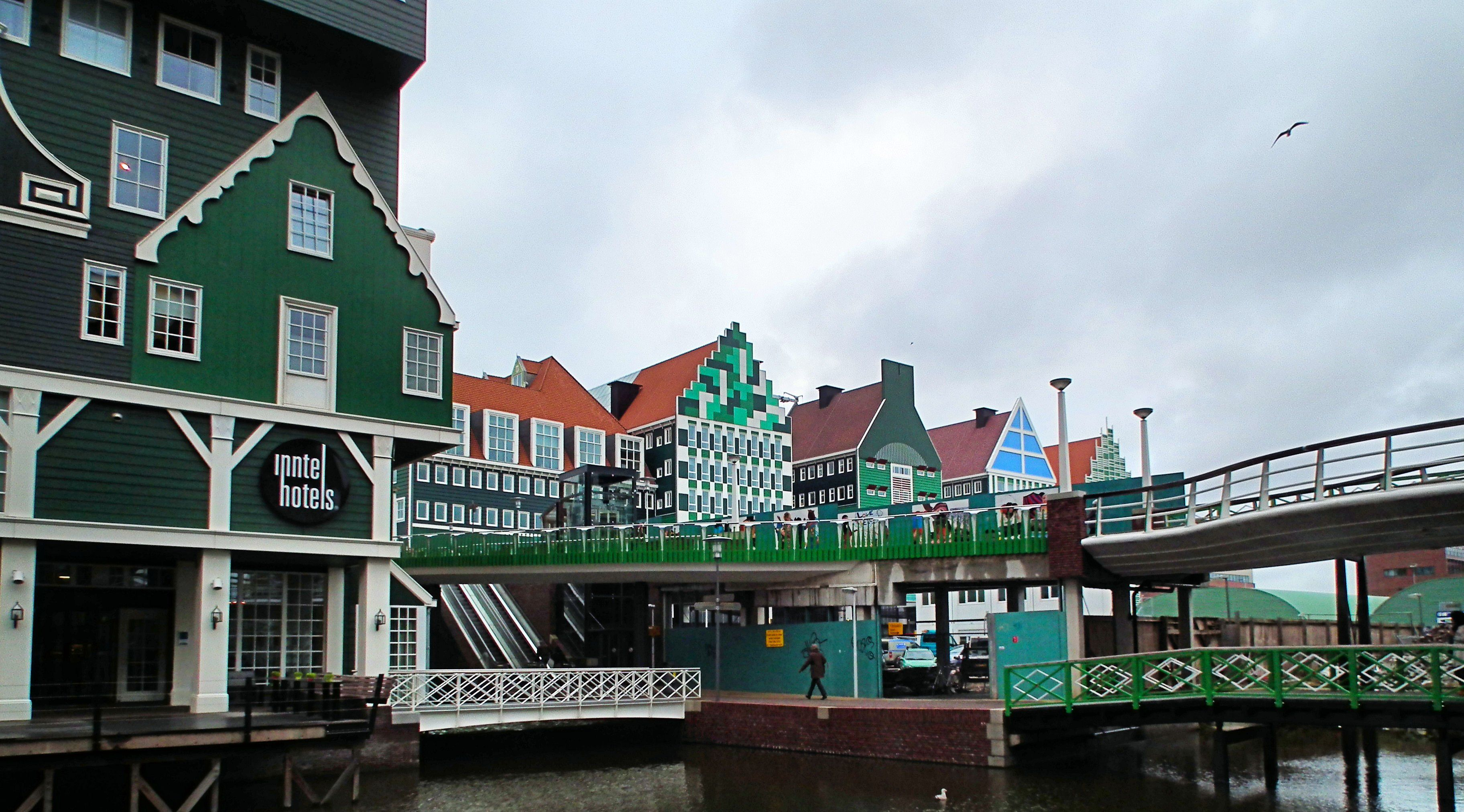
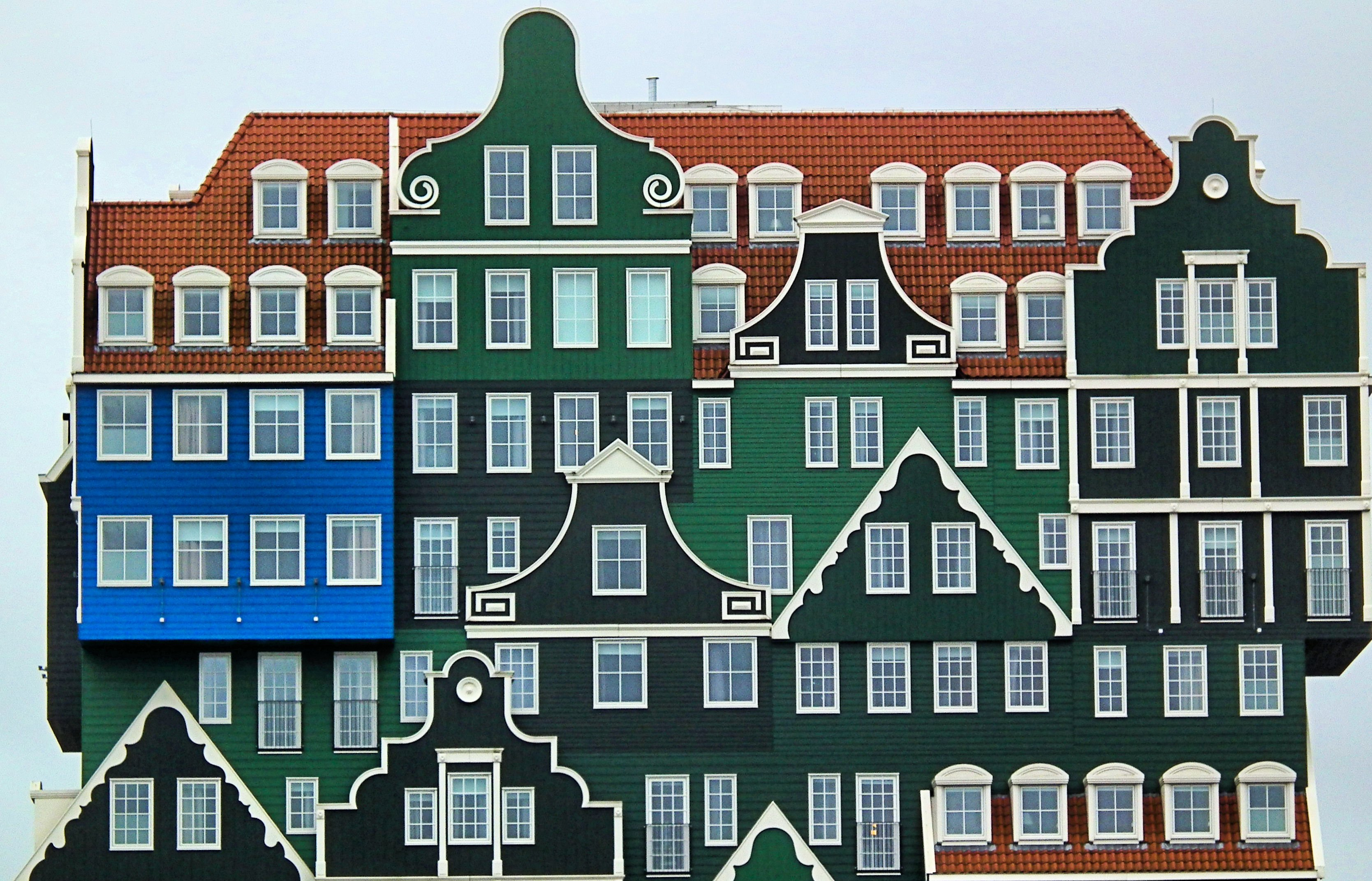
Linksboven het 'huisje van Monet'
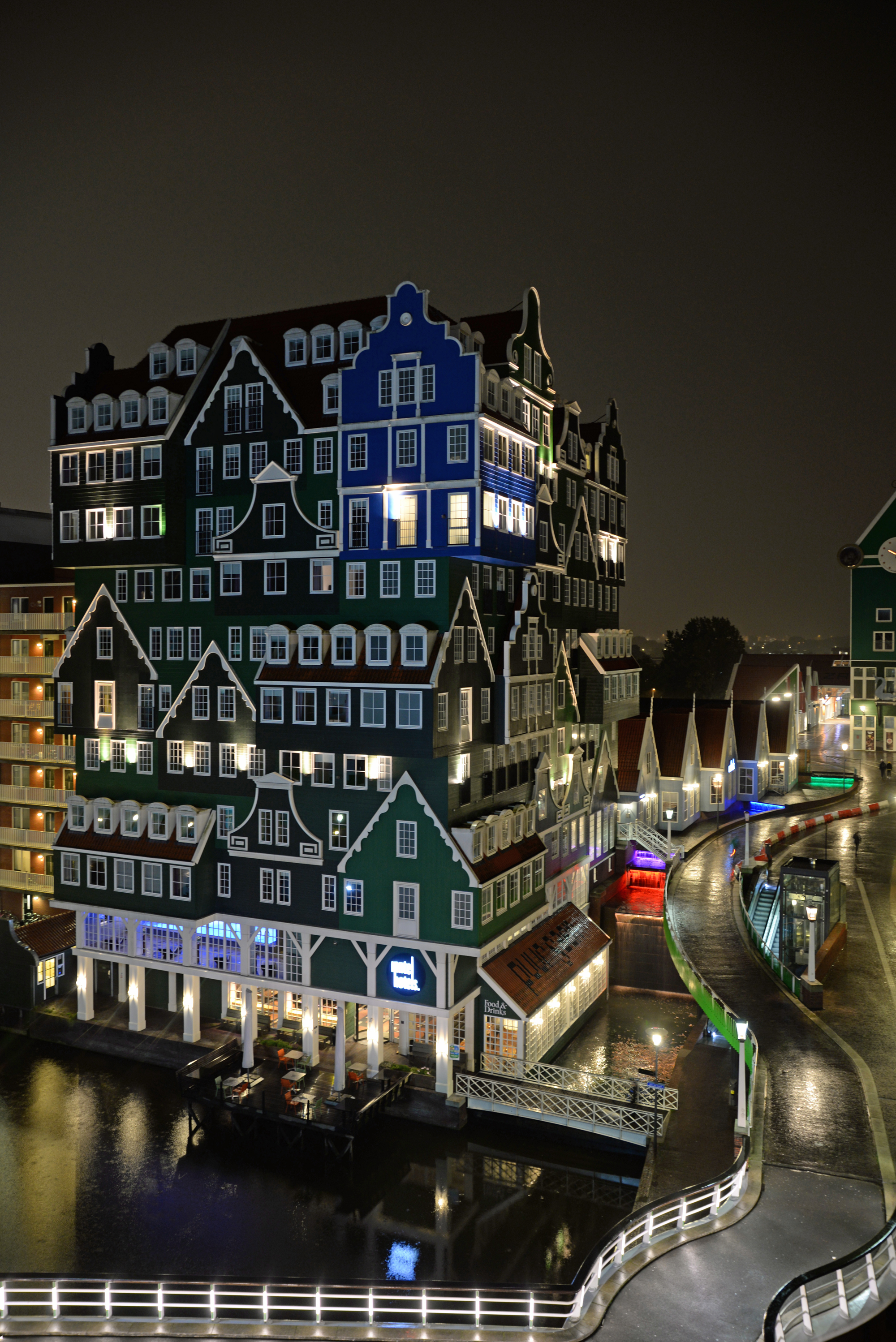